# Husos horarios de Brasil
Brasil tiene cuatro zonas horarias. El horario de verano fue observado en las regiones Sudeste, Centro-Oeste y Sur. Además, anteriormente surgió una propuesta para unir a todo el país en una zona horaria.

## Husos horarios brasileños
El territorio brasileño, incluyendo las islas oceánicas, posee cuatro zonas horarias, todas al oeste del meridiano de Greenwich (meridiano 0°). En cada zona de 15° entre pares de meridianos ocurre la variación de una hora. Eso significa que el horario oficial de Brasil varía de dos a cuatro horas menos en relación con la hora de Greenwich (GMT). La primera zona (meridiano 30° O) es de dos horas menos que el GMT. La segunda zona (45° O) es de tres horas menos que el GMT, y es la hora oficial de todo el Brasil. Y la tercera zona (meridiano 60° O) es de cuatro horas menos que el GMT. El huso que tenía cinco horas menos que el GMT dejó de existir el 24 de abril de 2008, cuando la Ley Federal nº 11.662 redujo la cantidad de husos horarios en Brasil a tres. Sin embargo, el 30 de octubre de 2013, nuevamente dicho huso horario entró en vigor.
A continuación los husos horarios observados en Brasil:
- UTC −2: Atolón de las Rocas, Fernando de Noronha, San Pedro y San Pablo, Trinidad y Martín Vaz.
- UTC −3 (horario de Brasilia): regiones Sur, Sudeste y Nordeste; estados de Goiás, Tocantíns, Pará y Amapá; y el Distrito Federal.
- UTC −4: estados de Mato Grosso, Mato Grosso del Sur, Rondonia, Roraima, y dos tercios del estado de Amazonas.
- UTC −5: estado del Acre y porción occidental del estado de Amazonas.

Antes de dicha ley, el estado de Pará tenía dos husos horarios diferentes, correspondiendo a la parte oriental del estado el UTC −3, mientras que en la parte occidental se usaba el UTC −4. Actualmente todo el territorio de este estado usa el UTC −3.
Con respecto al estado del Acre, el Decreto Legislativo n.º 900/2009 convocó un referendo a ser realizado juntamente con las elecciones presidenciales de 2010, para verificar la alteración del horario legal promovida en el estado. El Tribunal Regional Electoral de Acre definió que el prebiscito fuese realizado el 31 de octubre de 2010, juntamente con el segundo turno de las elecciones. Finalmente, el 30 de octubre de 2013, la presidenta Dilma Rousseff sancionó la ley que restaura su antiguo huso horario al estado del Acre y los municipios más occidentales del estado de Amazonas. El cambio se hizo efectivo a las 00:00 horas del domingo 10 de noviembre de 2013.

## Horario de verano
Desde 1985 Brasil adopta el horario de verano, cuando los relojes de algunos estados son adelantados una hora en un determinado período del año. Del primer domingo de noviembre al tercer domingo de febrero, está establecido el horario de verano en las regiones Sur, Sudeste y Centro-Oeste. Hasta el periodo 2017-2018, fue del tercer domingo de octubre, hasta el tercer domingo de febrero.
En esos lugares, durante el verano, la duración del día es significativamente mayor que la duración de la noche, pues el cambio de horario disminuye la demanda de electricidad cuando las luces de las casas son encendidas. Así el gobierno espera disminuir en aproximadamente 5% el consumo nacional de energía. En los otros estados, la pequeña diferencia de duración entre el día y la noche en todas las estaciones del año, no justifica la adopción del horario de verano.
En 2011, el estado nordestino de Bahía se había adherido a la medida, pero en 2012 la abandonó. En 2012, el estado norteño de Tocantíns se sumó a la medida, pero en octubre de 2013, el gobierno de dicho estado decidió dejar de adoptarla.
| Periodo   | Vigencia del horario de verano       |
| --------- | ------------------------------------ |
| 2010-2011 | Del 17 de octubre al 19 de febrero.  |
| 2011-2012 | Del 16 de octubre al 25 de febrero.  |
| 2012-2013 | Del 21 de octubre al 16 de febrero.  |
| 2013-2014 | Del 20 de octubre al 15 de febrero.  |
| 2014-2015 | Del 19 de octubre al 21 de febrero.  |
| 2015-2016 | Del 18 de octubre al 20 de febrero.  |
| 2016-2017 | Del 16 de octubre al 18 de febrero.  |
| 2017-2018 | Del 15 de octubre al 17 de febrero.  |
| 2018-2019 | Del 4 de noviembre al 16 de febrero. |

En 2019, después de que estudios indicaran la disminución de la eficacia del horario de verano en la reducción del consumo de energía eléctrica, el gobierno federal decidió dejar de usar dicha medida.